# Diocesi di Gabi

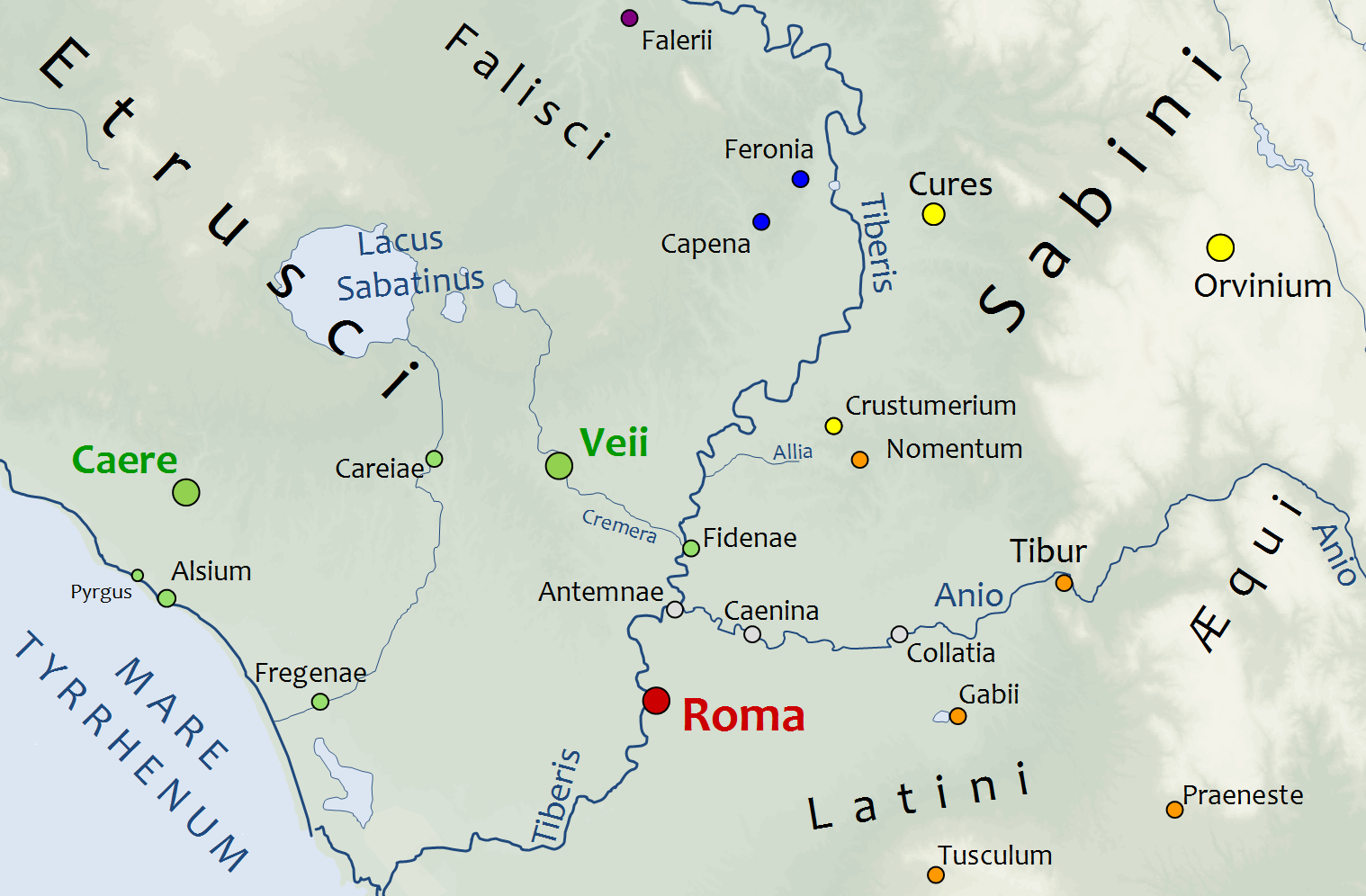
Localizzazione di Gabi, tra Roma e Praeneste.

La diocesi di Gabi (in latino Dioecesis Gabina) è una sede soppressa e sede titolare della Chiesa cattolica.

## Storia
Gabii fu una città del Latium vetus, posta al XII miglio della via Prenestina. È stata sede di una diocesi, i cui vescovi sono attestati dalla metà del V secolo alla fine del IX secolo, quando Gabi fu abbandonata e destinata ad uso agricolo..
Il martirologio geronimiano ricorda il martire Primitivo, sepolto in un cimitero al XII miglio della via Prenestina. Il suo nome è associato, in un'antica passio, con i martiri gabinati, Getulio, Amanzio e Cereale.
Il primo vescovo noto di Gabi è Asterio, che prese parte al concilio romano indetto da papa Ilario nel 465 nella basilica di Santa Maria Maggiore e dove furono stabilite norme sulle ordinazioni episcopali e sulle nomine dei vescovi.
Il successivo vescovo è Andrea, che nel 487 partecipò al concilio romano indetto da papa Felice III nella basilica lateranense per discutere della disciplina da adottare nei confronti dei vescovi e del clero africani che, a causa della persecuzione di Unnerico, avevano abiurato la fede cattolica; il suo nome è associato a una decretale dello stesso papa dell'anno successivo, in cui vengono affrontati i casi dei cristiani che hanno ricevuto dagli ariani un secondo battesimo.
Mercurio, episcopus ecclesiae Gabinatium, sottoscrisse la lettera sinodale del "concilio palmare" convocato all'epoca di papa Simmaco nel 501 per risolvere lo scisma che si era prodotto nella Chiesa romana a seguito della duplice elezione di Simmaco e di Lorenzo. Nella lista delle presenze del sinodo romano del 6 novembre 502 sono indicati due vescovi Mercurio, ma senza indicazione della sede di appartenenza: uno di questi fu probabilmente quello di Gabi mentre l'altro era vescovo di Sutri. Nel concilio simmachiano del 499 fu presente un solo vescovo Mercurio, quello sutrino. Infine, nel concilio indetto da papa Gelasio I nel 495 fu presente un vescovo Mercurio, ma senza indicazione della sede di appartenenza: per Pietri potrebbe essere il vescovo di Gabi o quello di Sutri.
Molti autori, tra cui Ughelli e Lanzoni, attribuiscono alla diocesi di Curi in Sabina il vescovo Bono, che prima del 21 marzo 559, fu destinatario di una lettera di papa Pelagio I (556-561), nella quale il pontefice ordinava a Bono di consacrare suddiacono Ruffino, monaco della sua diocesi, e di inviarlo a Roma per la consacrazione sacerdotale; Ruffino era stato richiesto dal consilarius Teodoro per la basilica sancti Laurentii, di sua proprietà e sita nel territorio della diocesi di Bono. Incerta tuttavia è l'attribuzione di Bono alla diocesi di Curi, per le diverse varianti riportate dai manoscritti, che hanno sia episcopus Savinatis, ossia di Sabina, che episcopus Gavinatis, e cioè vescovo di Gabi. È a quest'ultima sede che Pietri attribuisce il vescovo Bono.
Del VII secolo è noto il vescovo Martino, che prese parte al concilio lateranense indetto da papa Martino I nel 649 per condannare l'eresia monotelita.
Nicola Coletti, il continuatore dell'Italia sacra di Ferdinando Ughelli, attribuisce a Gabi il vescovo Marziano (o Martiniano), che partecipò al concilio romano indetto da papa Gregorio II nel 721; il suo maestro tuttavia assegna questo vescovo alla diocesi di Forum Novum in Sabina. All'VIII secolo appartengono anche i vescovi Sisinnio, che partecipò al concilio del 732 sotto papa Gregorio III, e Niceta, che prese parte ai due sinodi convocati da papa Zaccaria nel 743 e nel 745.
Per il IX e X secolo, le cronotassi riportano i nomi di Giorgio, Pietro, Leone e Lucido, noti grazie alla loro partecipazione ai sinodi romani indetti dai pontefici. Come per Marziano, anche per Gregorio (826) e Leone (879), Ughelli, diversamente da Coletti, è dell'opinione che siano stati vescovi di Forum Novum, opinione non condivisa da Coletti, Gams e Cappelletti.
Secondo Louis Duchesne, «la serie dei vescovi si continua fino al 1060, sotto il pontificato di Niccolò II», benché gli altri autori non registrino più vescovi di Gabi dopo il 963. In seguito non si fa più menzione nei documenti storici della sede di Gabi, che fu presumibilmente unita a quella di Preneste.
L'esistenza di un vescovo di Gabi nel 1060 viene però confermata dalla lista dei testimoni di un privilegio papale di Niccolò II al monastero di Farfa risalente all'aprile 1060. In essa, al quarto posto dopo l'arcivescovo di Grado Domenico, l'arcidiacono Ildebrando e il vescovo di Albano Bonifacio, compare Pietro, definito "gabinensis aepiscopus".
Dal 1966 Gabi è annoverata fra le sedi vescovili titolari della Chiesa cattolica; la sede è vacante dal 28 gennaio 2025.

## Cronotassi

### Vescovi
- Asterio † (menzionato nel 465)
- Andrea † (menzionato nel 487)
- Mercurio † (prima del 495 ? - dopo il 502)
- Bono ? † (menzionato nel 559)
- Martino † (menzionato nel 649)
- Marziano (o Martiniano) ? † (menzionato nel 721)
- Sisinnio † (menzionato nel 732)[12]
- Niceta † (prima del 743 - dopo il 745)
- Giorgio[13] † (menzionato nell'826)
- Pietro † (prima dell'853 - dopo l'869)[14]
- Leone † (prima dell'876 - dopo l'879)
- Lucido † (menzionato nel 963)[15]

### Vescovi titolari
- Bryan Joseph McEntegart † (15 luglio 1968 - 30 settembre 1968 deceduto)
- James Thomas Gibbons Hayes, S.I. † (13 ottobre 1970 - 2 dicembre 1970 dimesso)
- Georges Rol † (27 febbraio 1973 - 1º luglio 1975 succeduto vescovo di Angoulême)
- John Joseph Thomas Ryan † (4 novembre 1975 - 9 ottobre 2000 deceduto)
- Augustinho Petry (27 dicembre 2000 - 14 novembre 2007 nominato vescovo coadiutore di Rio do Sul)
- Sebastià Taltavull Anglada (28 gennaio 2009 - 19 settembre 2017 nominato vescovo di Maiorca)
- Paolo Ricciardi (23 novembre 2017 - 28 gennaio 2025 nominato vescovo di Jesi)